# Conclave de 1939

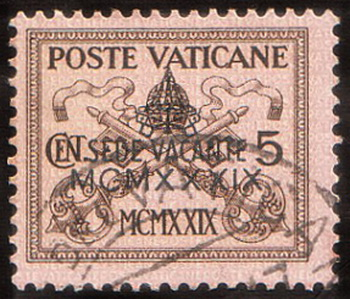
Sede Vacante, 1939.

Le conclave de 1939 pour l'élection du nouveau pape se tient les 1er et 2 mars, à quelques mois du début de la Seconde Guerre mondiale, après la mort de Pie XI le 10 février. Il réunit 62 cardinaux. Après trois tours de scrutin, ils choisissent le cardinal Eugenio Pacelli, jusqu'alors camerlingue et secrétaire d'État. Celui-ci accepte et prend le nom de règne de Pie XII.

## Contexte géopolitique
Pie XI avait jugé très tôt que le cardinal Pacelli ferait un "excellent pape" et n'hésitait pas à le dire son entourage. Aussi, dès sa nomination comme Secrétaire d'État, il l'encouragea beaucoup à voyager pour découvrir le monde, notamment les Amériques. Le but recherché était de faire connaître son candidat aux cardinaux étrangers, exerçant leur ministère dans des pays lointains. Pacelli se rendit ainsi en Argentine en 1934 et aux États-Unis en 1936. Dans ce dernier pays, il rencontra le président Franklin Roosevelt, qui venait d'être réélu, et lui apporta son soutien en supprimant immédiatement une émission de radio, tenue par un prêtre catholique très hostile au New Deal et dont les discours étaient fortement imprégnés d'antisémitisme. Une amitié naquit ce jour-là entre les deux hommes.
Aussi, quand Roosevelt apprit la mort de Pie XI, il mobilisa immédiatement un croiseur de marine américaine pour conduire à Rome les trois cardinaux américains et en intervenant directement auprès de Pacelli, cardinal camerlingue et donc responsable de l'organisation du conclave, pour permettre à ces cardinaux de participer au scrutin. En effet, ceux-ci avaient été écartés du conclave de 1922 car ils étaient arrivés trop tard.
Le but recherché par Roosevelt était que les cardinaux américains déclarent que les Américains seraient présents au côté de l'Église catholique pour affronter la guerre qui viendrait avec le Reich nazi. Roosevelt voulait la victoire de Pacelli, qu'il connaît déjà et dont il partage les idées sur le nazisme. Les cardinaux français soutiennent également ce candidat parce qu'il est le rédacteur de l'encyclique antinazie, Mit brennender Sorge, promulguée par Pie XI en 1937 ; le cardinal anglais était du même avis. Les cardinaux allemands, qui avaient participé à la rédaction de l'encyclique antinazie, se rallièrent aussi, mais discrètement, à sa candidature.
De fait, lorsque Pie XII fut élu, la presse allemande, qui n'aimait pas Pacelli, parla de « complot français ». En réalité, il s'agissait d'une convergence de vues entre les cardinaux américains, français, anglais et allemands.

## Papabiliet scrutin
Pie XI, comme Pie X avant lui, était considéré comme un homme au franc parler, qui allait droit au but. Pour les guider dans la guerre qui s'annonçait, les cardinaux sentent qu'ils ont besoin cette fois d'un diplomate.
Parmi les candidats considérés comme susceptibles d'être élus (« papabili ») figurent les archevêques August Hlond (Gniezno-Poznań) et Karl Joseph Schulte (Cologne), le cardinal Eugène Tisserant (membre de la Curie), Ildefonso Schuster (archevêque de Milan), Adeodato Giovanni Piazza (patriarche de Venise), Maurilio Fossati (archevêque de Turin), et le camerlingue et secrétaire d'État Eugenio Pacelli. La perspective d'un pape non italien (le dernier étant alors Adrien VI en 1522) est clairement envisagée, du moins plus nettement que dans les conclaves précédents.
Au premier tour de scrutin, le cardinal Pacelli reçoit 35 votes ; les autres votes sont répartis entre Luigi Maglione, Elia Dalla Costa de Florence, et Jean-Marie-Rodrigue Villeneuve de Québec. Au deuxième tour, le cardinal Pacelli, qui avait conservé son appartement (à l'intérieur de l'aire du conclave) obtient cinq voix supplémentaires, atteignant un total de 40 voix. Il reçoit les cardinaux français, qui auraient accepté de le soutenir apprenant que le cardinal Maglione (le candidat préféré de Tisserant) serait le prochain secrétaire d'Etat.

## L'élection de Pacelli

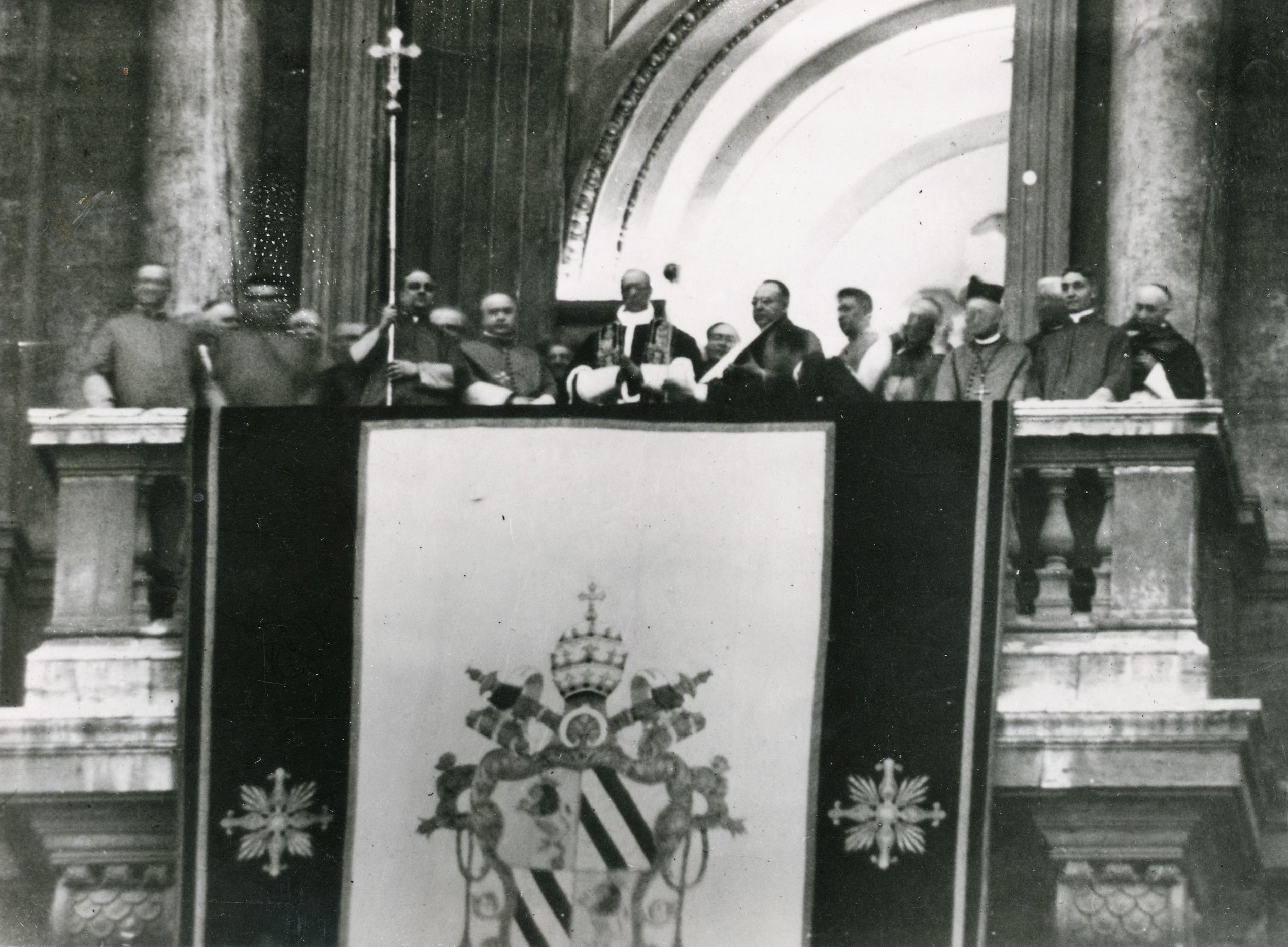
Première apparition de Pacelli, comme le nouveau pape Pie XII, à l'issue du conclave. Les armoiries sont celles de Pie IX.

Le jour du deuxième tour de scrutin, Eugenio Pacelli, qui fêtait alors son soixante-troisième anniversaire, obtint la majorité requise des deux tiers, mais, selon la rumeur, il demanda un nouveau tour de scrutin pour confirmer la validité de son élection. Il fut à nouveau désigné au troisième tour, avec cette fois 61 votes en sa faveur, c'est-à-dire qu'il fut le seul cardinal ... à ne pas voter pour lui, ce qui est en effet interdit. Il accepta donc l'élection et prit le nom de Pie XII.
Avec son élection, ce n'était que la quatrième fois depuis 1823 (en comptant les conclaves de 1829, 1878 et 1914) qu'un cardinal considéré comme papabile était effectivement élu. De plus, Pacelli était le premier secrétaire d’État du Vatican à devenir pape depuis le pape Clément IX (1667), le premier camerlingue depuis le pape Léon XIII (1878), le premier membre de la Curie depuis Grégoire XVI (1831), et le premier cardinal romain depuis Clément X (1670).
La fumée blanche, signalant l'élection d'un nouveau pape, apparut à 17 h 30 le 2 mars 1939, mais, de manière étrange, elle commença à devenir noire au fil des minutes. Cependant, Monsignor Vincenzo Santoro, secrétaire du conclave, envoya alors une note à Radio Vatican pour confirmer que la fumée était bien blanche et qu'Eugenio Pacelli avait été élu sous le nom de Pie XII. Le protodiacre Camillo Caccia-Dominioni prononça la formule latine Habemus Papam au balcon de la basilique Saint-Pierre, et, dans la joie de l'élection de Pacelli, la foule réunie place Saint-Pierre commença à chanter l'hymne Christus Vincit.
À l'intérieur du Vatican, le cardinal Pacelli continuait d'occuper son appartement de secrétaire d’État. Il avait donné ordre de tout déménager pour faire place nette au nouveau secrétaire d’État, chaque pape ayant le pouvoir de procéder à de nouvelles nominations. Plus tard, Sœur Pascalina se souviendra de cet appartement au Vatican avec ses volets fermés :
« À environ 17 h 30, nous étions encore tous occupés à l'emballage et au nettoyage des locaux, lorsque nous avons entendu de la place Saint-Pierre s'élever des cris et des applaudissements. Nous n'avons pas osé ouvrir les fenêtres et regarder (ce qui était strictement interdit) et personne n'est venu nous dire. Nous avons donc attendu… jusqu'à ce que la porte du bureau s'ouvre. Dans l'entrée se trouvait une figure grande et mince — maintenant vêtue de blanc. Ce n'était plus le cardinal Pacelli, c'était désormais le pape Pie XII.
Comment peut-on oublier un tel moment ? Nous, les sœurs, nous sommes mises à pleurer et nous nous sommes agenouillées devant lui et avons embrassé la main du Saint-Père, pour la première fois. Il avait les yeux humides lui aussi. Baissant les yeux, il dit : « regardez ce qu'ils ont fait de moi ». »
| Durée            | 2 jours             |
| Nombre de tours  | 3                   |
| Électeurs        | 62                  |
| ---------------- | ------------------- |
| Absent           | 0                   |
| Afrique          | 0                   |
| Amérique latine  | 2                   |
| Amérique du Nord | 4                   |
| Asie             | 1                   |
| Europe           | 55                  |
| Océanie          | 0                   |
| Italiens         | 35                  |
| PAPE DÉCÉDÉ      | PIE XI (1922–1939)  |
| PAPE ÉLU         | PIE XII (1939–1958) |

## Les cardinaux électeurs
- Allemagne : Adolf Bertram (79 ans), Michael von Faulhaber (70 ans), Karl Joseph Schulte (68 ans), Theodor Innitzer (autrichien[7], 64 ans)
- Angleterre : Arthur Hinsley (74 ans)
- Argentine : Santiago Luis Copello (59 ans)
- Belgique : Joseph-Ernest Van Roey (65 ans)
- Brésil : Sebastião Leme (57 ans)
- Canada : Rodrigue Villeneuve (56 ans)
- Espagne : Francisco de Asís Vidal y Barraquer (71 ans), Isidro Gomá y Tomás (70 ans), Pedro Segura y Sáenz (59 ans)
- États-Unis : William O'Connell (80 ans), Dennis Dougherty (74 ans), George Mundelein (67 ans)
- France : Alfred Henri Baudrillart (80 ans), Jean Verdier (75 ans), Emmanuel Suhard (65 ans), Pierre Gerlier (59 ans), Achille Liénart (55 ans), Eugène Tisserant (55 ans)
- Hongrie : Jusztinián Serédi (55 ans)
- Irlande du Nord : Joseph MacRory (78 ans)
- Italie :
  - De la Curie : Tommaso Pio Boggiani, Camillo Caccia-Dominioni, Nicola Canali, Federico Cattani Amadori, Enrico Gasparri, Pietro Fumasoni Biondi, Gennaro Granito Pignatelli di Belmonte, Domenico Jorio, Vincenzo La Puma, Lorenzo Lauri, Luigi Maglione, Domenico Mariani, Giovanni Mercati, Eugenio Pacelli (futur pape), Raffaele Carlo Rossi, Carlo Salotti, Donato Sbarretti, Federico Tedeschini, Alessandro Verde
  - Alessio Ascalesi, Pietro Boetto, Elia Dalla Costa, Carlo Cremonesi, Angelo Maria Dolci, Maurilio Fossati, Luigi Lavitrano, Francesco Marchetti-Selvaggiani, Francesco Marmaggi, Massimo Massimi, Giovanni Nasalli Rocca di Corneliano, Ermenegildo Pellegrinetti, Adeodato Giovanni Piazza, Giuseppe Pizzardo, Alfredo Ildefonso Schuster, Enrico Sibilia
- Pologne : August Hlond (58 ans)
- Portugal : Manuel Gonçalves Cerejeira (51 ans)
- Syrie : Ignace Gabriel Ier Tappouni (60 ans)
- Tchécoslovaquie : Karel Kašpar (69 ans)

## Programme à l'issue de l'élection
Après son élection, Pie XII rendit publics ses trois objectifs prioritaires en tant que souverain pontife :
1. une nouvelle traduction des psaumes, récités chaque jour par les prêtres et religieux, afin de permettre aux membres du clergé de mieux apprécier la beauté de l'Ancien Testament. Cette traduction fut achevée en 1945 ;
2. une définition du dogme de l'Assomption. Cela nécessita de nombreuses études de l'histoire de l’Église et des consultations avec les épiscopats dans le monde entier. Ce dogme fut proclamé en novembre 1950 ;
3. la reprise des fouilles archéologiques sous la basilique Saint-Pierre de Rome, pour déterminer si les restes de saint Pierre y étaient ensevelis ou si cette croyance était, depuis 1500 ans, infondée. Ce point fut sujet à controverses en raison de la possibilité de découvrir une réalité embarrassante pour l’Église d'une part, et de la faisabilité technique de fouilles sous l'autel principal, à proximité des colonnes de Bernini soutenant la coupole de Michel-Ange[9]. Les premiers résultats concernant la tombe de Saint-Pierre furent publiés en 1950[9].

## Présence d'une femme
Le conclave de 1939 fut le seul conclave de l'histoire moderne du Catholicisme auquel une femme a pu assister de l'intérieur,. en effet, la soeur Pascalina Lehnert, intendante du Cardinal Pacelli, est restée dans la Chapelle Sixtine lors du premier tour de scrutin pour lui donner ses médicaments. Pacelli étant camerlingue et donc en charge de l'organisation du conclave, aucun des Cardinaux présents n'a protesté. Néanmoins, un journaliste a repéré la moniale à la sortie de la Chapelle Sixtine, forçant le Saint-Siège à publier un communiqué confirmant que Pascalina Lehnert avait été autorisée à être présente.

## Divers
- Le conclave de 1939 fut le plus court du XXe siècle, celui d'août 1978 arrivant deuxième.
- Le cardinal Pacelli, qui fut élu pape, aurait voté pour le cardinal Tedeschini.
- Pendant une pause après le deuxième tour de scrutin, le cardinal Pacelli fit une chute dans les escaliers, mais s'en sortit avec quelques bleus[4].